# رادار إيه إن/إيه بيه جي-63 (الأسرة)

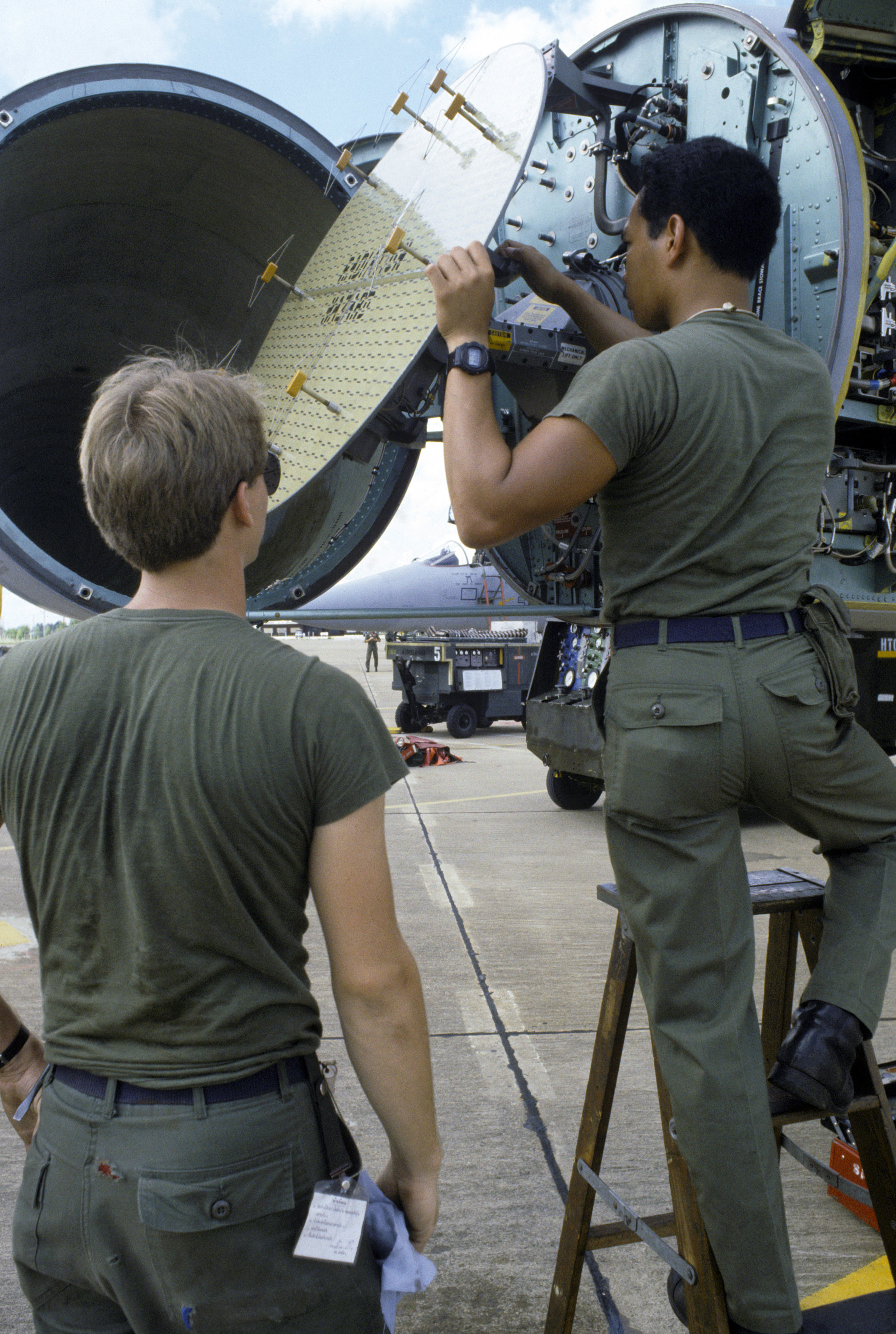

رادار إيه إن/إيه بيه جي-63 (بالإنجليزية: AN/APG-63)‏ و (بالإنجليزية: AN/APG-70)‏، هي عائلة من أنظمة الرادارات المتعددة الأوضاع للعمل في جميع الأحوال الجوية، والمصممة من قبل شركة طائرات هيوز (الآن ريثيون ) لمقاتلة التفوق الجوي إف-15 إي سترايك إيغل. أنظمة رادار دوبلر النبضي (pulse-doppler) ذات موجات إكس (X-band)، تم تصميمها للمهمات من الجو إلى الجو ومن الجو إلى الأرض، بل هي قادرة على الرؤية إلى الأعلى ورصد الأهداف التي تحلق على ارتفاعات عالية، وإلى الأسفل لرصد الأهداف التي تحلق على ارتفاع منخفضة، وبدون الخلط بينهما. يمكن للأنظمة كشف وتتبع الطائرات والأهداف صغيرة عالية السرعة على مسافات أبعد من مدى الرؤية إلى أسفل ليغلق المدى، وعلى ارتفاعات وصولا إلى مستوى ارتفاع الاشجار. الرادار يغذي المعلومات المستهدفة في جهاز الكمبيوتر المركزي للطائرة للتسليم أسلحة فعالة. لمطاردات من مسافة قريبة في، الرادار يكتسب تلقائيا الطائرات ومشاريع هذه المعلومات العدو على قمرة القيادة عرض رؤساء متابعة .

## إيه إن/إيه بيه جي-63
تم تطوير رادار إيه بيه جي-63 (APG-63) في وقت مبكر من السبعينيات، وتعمل منذ عام 1973، وكانت مثبتة على كل إف-15إيه/بي. في عام 1979، حصل على الرادار ترقية رئيسية، وأصبح أول رادار محمول جوا يدرج برامج البرمجيات يسمح معالج الإشارة (PSP)، ونظام PSP إلى تعديل لاستيعاب وسائل وأسلحة جديدة من خلال برامج قابلة للبرمجة بدلا من الأجهزة ذات التحديثات. وإيه بيه جي-63 مع PSP هي واحدة من أهم ميزة أن يميز في وقت سابق إف-15 إيه / الفنادق الصغيرة من طراز إف-15 سي / التاءات مزودة PSP، وباستثناء ال 43 الأخيرة (التي هي مجهزة إيه بيه جي-70)، وقد تم تجهيز جميع إف-15 سي/دي مع إيه بيه جي-63مع PSP.
سلسلة إيه بيه جي-63 لم تعد في الإنتاج، ولكن لا تزال في الخدمة. وقد تم تسليم ما يقرب من 1,000 إيه بيه جي-63 عندما توقف انتاجه في عام 1986. ولا يزال نحو 700 التشغيلية في F-15As، الإفطار، وخدمات العملاء ونموذج في وقت مبكر التاءات التي تديرها القوات الجوية الأمريكية ، الحرس الوطني الجوي، والقوات الجوية من إسرائيل واليابان ، والمملكة العربية السعودية. وهي مزودة أيضا إلى شركة لوكهيد P-3 أوريون الطائرات للجمارك وحماية الحدود في مكتب الجوية والبحرية.

## إيه إن/إيه بيه جي-63(في)1
وAPG-63 (V) 1 الرادار هو 1990s الموثوقية / الصيانة إعادة تصميم الأجهزة التي وفرت أيضا فرص النمو واسطة كبيرة. [1] تم تصميمه ليحل محل عفا عليها الزمن APG-63 الرادارات المثبتة في F-15C / D نماذج الطائرات، وتوفير وتحسين الأداء وزيادة عشرة أضعاف في الموثوقية. رادار جديد قادر على تعقب 14 هدفا في وقت واحد في حين يجري قادرة على مهاجمة في وقت واحد 6 من هؤلاء. تسليم رايثيون 180 APG-63 (V) 1 أنظمة رادار للقوة الجوية الأمريكية (4 منها ومنذ ذلك الحين فقدت لأعطال)، وعلى عقد لتقديم 40 رادار إضافي إلى جمهورية كوريا سلاح الجو ل F- 15K البطولات الاربع النسر .

## إيه إن/إيه بيه جي-63(في)2
إيه بيه جي-63(في)2 ((V) 2 APG-63) و بالموقع مسحها إلكترونيا صفيف تم تحديثه وتعديله (AESA) الرادار إلى 18 طائرات سلاح الجو F-15C الأمريكية. تشمل هذه الترقية معظم الأجهزة الجديدة من (V) 1 APG-63، ولكن يضيف AESA لتوفير زيادة الوعي الظرفي التجريبية. الرادار AESA لديه شعاع سلسة، وتوفير تحديثات فورية تقريبا المسار وتعزيز القدرة على تتبع متعدد الاهداف. وAPG-63 (V) 2 متوافق مع الأحمال الحالية سلاح F-15C وتمكن الطيارين من الاستفادة الكاملة من AIM-120 امرام قدرات 'ق، وبدء في وقت واحد لتوجيه صواريخ متعددة لعدة أهداف متباعدة على نطاق واسع في السمت، والارتفاع، أو مجموعة.

## إيه إن/إيه بيه جي-63(في)3
رادار إيه بيه جي-63(في)3 (APG-63(V)3) هو البديل الأكثر حداثة من إيه بيه جي-63(في)2 (APG-63 (V) 2)، وطبيق نفس التكنولوجيا المستخدمة في AESA ريثيون APG-79 . و(V) تم تصميم 3 لالتحديثية في F-15C / D ونشرها في سنغافورة الجديد 'ق F-15SG الطائرات. تسليم رايثيون النموذج الأول APG-63 (V) 3 النظام في يونيو 2006. وبدأت الشركة العمل على طلبية الإنتاج الأولي في أكتوبر 2007.

## إيه إن/إيه بيه جي-64
إيه إن/إيه بي جي-64 (AN/APG-64) هو تطوير إيه إن/إيه بي جي-63 (AN/APG-63) وأنها لم تدخل الخدمة.

## إيه إن/إيه بيه جي-70
إيه بيه جي-70 (APG-70) هو إعادة لتصميم لردار الثمانينات من طراز إيه بيه جي-63 (APG-63) وذلك لمزيد من الموثوقية وسهولة الصيانة. بالإضافة إلى ذلك، مكنت التكنولوجيا بوابة مجموعة من APG-70 لدمج وسائط جديدة مع قدرات التشغيلي المعزز. لخفض تكاليف الإنتاج، وكثير من وحدات الرادار ورفع مستواها هي مشتركة مع F/A-18 'ق APG-73 الرادار، في حين تقاسم أجهزة الكمبيوتر / المعالجات المشتركة ل85٪ مع أن من F-14 APG-71 الرادار .
تم أنظمة تركيب إيه بيه جي-70 أصلا على نموذج في وقت لاحق F-15C / D الطائرات، ولكن منذ ذلك الحين تم استبدال على تلك الطائرات من قبل APG-63 (V) 1. كما هو الحال مع APG-63 الأساسية، وAPG-70 لم يعد في الإنتاج؛ إلا أنها لا تزال في الخدمة على F-15E سترايك ايجل، وF-15I الإسرائيلية والسعودية F-15S. أيضا، كما هو الحال مع APG-63، APG-70 كما يأتي في نسختين، وقدرات مماثلة من الجو إلى الجو، ولكنها مختلفة قليلا من الجو إلى الأرض قدرات كل من: APG-70 على F-15Is وF-15Ss تصديرها إلى العملاء الأجانب لديه أداء أقل في أن حل دوبلر شعاع شحذ (DBS) / رسم الخرائط / الاصطناعية Aparture رادار (SAR) وسائط لAPG-70 F-15E على القوات الجوية الأمريكية من ثلاث مرات على الأقل أفضل من ذلك من APG-70 F-15I على وF-15S.

## إيه إن/إيه بيه جي-82
إيه إن/إيه بيه جي-82 (AN/APG-82) يجمع بين معالج من رادار إيه بيه جي-79 (APG-79) والمستخدم في إف/إيه-18إي/إف سوبر هورنت مع الهوائي من APG-63 (V) 3 AESA يجري تركيبها على إف-15سي. ويشمل الرادار الجديد أيضا نظاما جديدا التبريد وترددات الراديو الانضباطي الفلاتر (RFTF). تم تصميم RFTF لتمكين F-15E الرادار وأجهزة الحرب الإلكترونية (التشويش) للعمل في وقت واحد دون مهينة بعضها البعض. ورادار جديد لاستخدامه في برنامج رادار F-15E تحديث (RMP). 
 في عام 2009، واقترح APG-63 (V) 4 تم تعيين الرادار إيه بيه جي-82.

## إيه إن/إيه بيه كيو-180
إيه بيه كيو-180 (APQ-180) هو مشتق من الرادار إيه بيه جي-70 (APG-70)، والمصممة ليثبت على طائرات إيه سي-130 الحربية (المعدلة بواسطة روكويل / بوينغ). ويستخدم نظام gimbaling تعديل لمجموعة مستو، وإشارة تناظرية ترقية وحدة المعالج، ويشتمل على العديد من محسن (والجديدة) وسائط من الجو إلى الأرض.

## إيه إن/إيه دبليو جي-20
إيه إن/إيه دبليو جي-20 (AN/AWG-20) هو نظام مراقبة التسليح، يستخدم بالاقتران مع رادارات إف-15.

## إيه إن/إيه دبليو جي-27
إيه إن/إيه دبليو جي-27 (AN/AWG-27)هو نظام مراقبة التسلح القابل للبرمجة، طور من سابقه رادار إيه دبليو جي-20 (AWG-20) لاستخدامها بالاقتران مع رادارات إف-15.

## وصلات خارجية
- Raytheon products website

قائمة الرادارات